# Водоугольное топливо
Водоу́гольное то́пливо, водоу́голь (сокращения: ВУТ, ВВП, CWS, CWSM, CWM) — жидкое топливо, которое получают путём смешивания измельченного угля, воды и пластификатора. Используется на теплогенерирующих объектах, в основном как альтернатива природному газу и мазуту. Позволяет существенно сократить затраты при производстве тепловой и электрической энергии.

## Общая характеристика
Водоуголь имеет заданные реологические (вязкость, напряжение смещения), седиментационные (сохранение однородности в статических и динамических условиях) и топливные (энергетический потенциал, полнота выгорания органических соединений) характеристики. Параметры водоугля четко регламентированы национальными стандартами Китая, которые могут применяться в качестве эталона[почему?]. Также, для водоугольного топлива характерны следующие свойства: температура воспламенения — 800—850 ° С, температура горения — 950—1150 ° С, теплотворная способность — 3700 … 4700 ккал. Степень сгорания углерода более 99 %. Водоуголь пожаро- и взрывобезопасен.
| Параметры                       | І КЛАСС      | ІІ КЛАСС     | ІІІ КЛАСС    | Стандарт Китая |
| ------------------------------- | ------------ | ------------ | ------------ | -------------- |
| Содержание угля, %              | ≥65          | 63～65       | 60～63       | GB/T18856.2    |
| Вязкость                        | ≤ 1200 мПа/с | ≤ 1200 мПа/с | ≤ 1200 мПа/с | GB/T18856.4    |
| Теплота сгорания (низшая), Ккал | ≥ 4700       | 4420 — 4660  | 4000 — 4420  | GB/T 213       |
| Зольность, ％                   | ≤ 6          | 6～8         | 8～10        | GB/T 213       |
| Содержание серы, ％             | ≤ 0,35       | 0,35～0,65   | 0,65～0,80   | GB/T 214       |
| Температура плавления золы      | ≤ 1250       | ≤ 1250       | ≤ 1250       | GB/T 219       |
| Частицы более 300 мкм, %        | ≤ 0,05       | 0,05～0,20   | 0,20～0,80   | GB/T18856.3    |
| Частицы до 75 мкм, ％           | ≥75,0        | ≥75,0        | ≥75,0        |                |
| Содержание летучих, %           | ＞30         | 20～30       | ≤ 20         | GB/T18856.7    |

## Содержание технологии

### Приготовление ВУТ
Основной принцип в приготовлении водоугольного топлива заключается в обеспечении стабильности измельчения угля с заданными параметрами и четкого соблюдения концентраций вспомогательных веществ, что приводит к улучшению реологических свойств и стабильности процесса горения.
На сегодняшний день существуют различные способы помола угля, но наиболее отработанный и изученный способ заключается в использовании шаровых мельниц непрерывного мокрого размола.
Уголь газовых марок доставляется на открытую площадку завода. Фронтальный погрузчик подает уголь в приемный бункер двухвалковой дробилки, откуда размолотый до фракции 3-6 мм уголь направляется для дальнейшего помола в шаровую мельницу, в которую с помощью дозаторов подается техническая вода и присадка. Происходит мокрый помол угля с присадкой до фракции 0-300 мкм. Водоугольное топливо через фильтр загружается в накопительные ёмкости с перемешивающим устройством. Топливо фракции 71-300 мкм возвращается в мельницу для дальнейшего помола. Готовое топливо из накопительной ёмкости загружается в цистерны для транспортировки.

### Уголь для топлива
Как видно из классификации и качественных требований к водоугольному топливу, для приготовления должны применяться только высококачественные энергетические угли с низким содержанием серы и золы.

### Вода
В процессе приготовления топлива значительное внимание уделяется контролю элементарного состава. Это обусловлено необходимостью соблюдения экологических норм, а также позволяет продлить срок эксплуатации оборудования. Поэтому, для приготовления топлива используют только предварительно подготовленную, очищенную воду.

### Пластификаторы
Использование пластификаторов в водоугольном топливе обусловлено необходимостью обеспечения особых характеристик: низкой вязкости, хорошей текучести, длительной стабильности взвешенных частиц угля. Наиболее часто применяются примеси на основе технических лигносульфонатов, гуминовые реагенты (натриевые соли гуминовых кислот различных фракций), полифосфаты, которые эффективно действуют в щелочной среде (при рН = 9 ÷ 13 при 40 % воды в топливе).

### Приготовление в вибромельницах
Для мокрого помола (вторая стадия) чаще всего использовались вибромельницы различных конструкций. В качестве мелющих тел в вибромельницах используются шары диаметром 20—50 мм. Выбор диаметра шаров определяет грансостав ВУТ на выходе мельницы. Практика использования вибромельниц показала, что для достижения проектных значений грансостава и влажности ВУТ на выходе вибромельницы обязательно должен быть установлен классификатор для разделения продукта помола на готовый (с грансоставом менее заданного) и требующий повторного помола. Таким образом, приготовление ВУТ в вибромельницах, как правило, реализует замкнутый цикл помола.
Дополнительно, к мокрому помолу в вибромельницах целесообразно применение дополнительных гомогенизаторов. Энергозатраты на приготовление ВУТ в вибромельницах составляют обычно от 55 кВт*ч/т, без учёта рециркуляций продукта.

### Приготовление в ГУУМП
В 2009 году группой компаний Амальтеа был разработан и успешно протестирован Гидроударный Узел Мокрого Помола (ГУУМП), реализующий открытый цикл приготовления ВУТ с заданными характеристиками. Приготовление ВУТ в ГУУМП осуществляется за один проход. Одновременно с мокрым помолом в ГУУМП осуществляется гомогенизация суспензии. Энергозатраты на приготовление ВУТ в ГУУМП составляют 8…10 кВт*ч/т, при этом рециркуляция продукта не требуется. ГУУМП позволяет получить водоугольное топливо, стабильное на протяжении не менее 3..5 суток без применения добавок-пластификаторов, что существенно упрощает технологию приготовления ВУТ. Данная стабильность вполне достаточна для большинства применений ВУТ. При необходимости длительного хранения ВУТ (например, для транспортировки) возможно применение пластификаторов. Также поддержание стабильности ВУТ возможно путём периодической рециркуляции в ёмкостях хранения ВУТ.

### Транспортировка ВУТ
Водоугольное топливо является пожаро- и взрывобезопасным на всех стадиях его производства, транспортировки и использования. Процессы изготовления и сжигания разграничены, что позволяет не загрязнять городскую окружающую среду при транспортировке угля. Доставка топлива осуществляется в цистернах автомобильным или железнодорожным транспортом.

## Сжигание ВУТ
Водоугольное топливо доставляется на котельную в готовом виде. Хранение топлива происходит в закрытых ёмкостях (необходимый объём определяется согласно «СНиП II-35-76» Архивная копия от 8 мая 2013 на Wayback Machine из расчета 5-суточного объёма потребления). Для защиты от замерзания топлива ёмкости покрываются теплоизоляционным слоем 50 мм и слоем из легкого металла для защиты от внешнего воздействия.
Подача водоугля на сжигание осуществляется насосами из ёмкостей хранения через перемешивающие устройства. Для качественного распыления к узлу перемешивания горелки компрессор подает сжатый воздух. Предварительный подогрев камеры сжигания происходит дизельным топливом или природным газом. При достижении заданной температуры открывается запорная арматура для подачи водоугля на основную форсунку. Водоуголь сжигается путём распыления в факеле. Горелка устроена таким образом, чтобы при распылении получать тонкодисперсные частицы для обеспечения быстрого испарения влаги и стабилизации циркуляции горючих газов в зоне воспламенения. Сам процесс горения проходит в пределах 950—1150 ° С.
Сгорание водоугольного топлива можно разделить на две фазы:
— Испарение влаги, сгорание высвобожденных летучих компонентов угля;
— Фаза сгорания твердых частиц.
Важным аспектом такого процесса горения является влияние на высвобождение соединений NOx. За счет низкотемпературного горения и избытка воздуха в камере в пределах до 1,25 обеспечивается минимизация образования этих соединений.

### Факельное сжигание
Факельное (камерное) сжигание является на сегодня основным способом сжигания ВУТ, особенно в котлах средней и большой мощности. Геометрия котлов, как правило, позволяет организовать факел внутри камеры сгорания таким образом, чтобы частицы угля, входящие в состав ВУТ, могли полностью прогореть.
К недостаткам способа можно отнести достаточно высокие требования к горелочному устройству котла (форсунке).

### Теория сжигания в кипящем слое
При сжигании ВУТ в кипящем слое струя топлива подаётся на нагретый слой инертного материала. Частицы водоугольного топлива, попадающие на кипящий слой, практически мгновенно воспламеняются. Несомненными преимуществами данного способа сжигания являются относительная простота реализации на котлах небольших мощностей, достаточно большой диапазон регулирования мощностей работы котла (без потери КПД), невысокие требования к качеству подаваемого топлива. К недостаткам можно отнести капиталоёмкость организации кипящего слоя на котлах средней и большой мощности, особенно в случае реконструкции последних.

### Теория сжигания с газификацией
При сжигании ВУТ в кипящем слое возможны технологические решения по реализации режима газификации ВУТ (пиролиза), для которого ВУТ является идеальным сырьём. В этом случае сжигание осуществляется в две стадии: газификация и непосредственное сжигание полученных газов. В зависимости от технологических особенностей возможна комбинация методов сжигания. Синтезгаз, полученный на стадии газификации, попадая в топку котла увеличивает стабильность горения ВУТ. Недостатком метода на сегодняшний день является отсутствие серийно выпускаемых котлов.

## Ограничения применимости ВУТ

### Наличие влаги
Влага, которая может составлять до 40 % ВУТ, является балластом и часть энергии от сгорания угля тратится на энергию фазового перехода воды из жидкого состояния в газообразное. Точное значение затраченной энергии считают исходя из теплотворной способности угля. Для углей большинства марок на каждые 10 % влаги тратится 1 % теплотворной способности угля. При сравнении угля и ВУТ сравнивают влажность ВУТ и влажность исходного угля, которая может составлять до 25 %. Например, если исходный уголь имеет влагу 15 %, а полученное ВУТ имеет влажность 38 %, то дополнительно требуется испарить 38 % — 15 % = 23% влаги.

### Стабильность ВУТ
Типовое ВУТ, полученное на большинстве установок, сохраняет свою стабильность (не расслаивается) в течение суток-двух, что предполагает использование специальных присадок-пластификаторов.

### Абразивный износ форсунок
На первых стадиях применения ВУТ имел место высокий абразивный износ форсунок для сжигания ВУТ. Например, на Новосибирской ТЭЦ-5 первые форсунки служили не более 40 часов. В современных условиях эти вопросы решены, вплоть до выпуска серийных горелочных устройств для ВУТ, прежде всего китайского производства.

## Опыт применения в мире

### СССР
Интенсивные научные исследования по созданию водоугольного топлива начались в СССР с 1985 года. В частности, на Украине разработками в этом направлении занимались: ВНИИПИгидротрубопровод, Институт коллоидной химии и химии воды им. А. В. Думанского НАН Украины (г. Киев), Институт физико-органической химии и углехимии НАН Украины (г. Донецк); Донецкий политехнический институт и др.). Отечественные научно-исследовательские организации в сотрудничестве с фирмой «Снампрожетти» (Италия) разработали, построили и в 1989 году запустили в эксплуатацию опытно-промышленный магистральный углепровод Белово-Новосибирск (Россия) длиной 260 км с производительностью 3 млн т угля в год на сухую массу. Для осуществления этого проекта научно-исследовательскими институтами Украины было сделано около 50 изобретений.
В результате последующих разработок также было создано методическое и программное обеспечение параметрических исследований топлива, разработан и экспериментально опробован кавитационно-импульсный генератор для диспергирования водоугля, исследовано влияние дисперсности угольных частиц и состава топлива на теплотворную способность, эффективность его сжигания, теплоёмкость и коэффициент теплопроводности. Расчетным путём установлено, что время выгорания капли водоугольной суспензии квадратично уменьшается при уменьшении её диаметра. Кроме того, исследованиями в данном направлении занималась НПО Сибэкотехника из Новокузнецка.
В мае 1983 года вышло постановление Совета министров СССР «О мерах по развитию трубопроводного гидротранспорта угля» в Москве создан институт ВНИИПИГидротрубопровод с подразделением в городе Новокузнецк. Построен углепровод Белово-Новосибирск (Новосибирская ТЭЦ-5)

### СНГ
Россия
С 2004 года развитие технологии в России получило новый оборот. Первый с момента закрытия в 1993 году проекта Белово-Новосибирск опытно-промышленный центр приготовления ВУТ  был построен в посёлке Ёнский Ковдорского района Мурманской области. Цех приготовления ВУТ в Ёнском использовал технологию предыдущего поколения (вибромельницы) для мокрого помола угля и приготовления ВУТ. Также водоугольное топливо используется в Новокузнецке на Абагурской аглофабрике с 1999 года . А также на предприятиях Кузбасса с начала 21 века.
Украина
Компания «Украинское тепло» внедрила технологию на базе обогатительного комплекса на линии сушки технологического угля. Речь идет о снижении стоимости тепловой энергии на 28 %, значительное увеличение производительности комплекса и окупаемость капиталовложений в течение 2,5 лет. Доработав китайскую технологию и настроив оборудование с учётом украинского угля компания смогла запустить самостоятельное приготовление водоугольного топлива и активно занимается популяризацией технологий среди других коммерческих предприятий Украины.
Национальный проект «Водоугольное топливо» Технология водоугольного топлива на Украине внедряется на государственном уровне Государственным предприятием «Уктеплоком», в качестве составляющей национального проекта «Энергия природы». Предприятие реализует проект по переводу коммунальных котельных с природного газа на водоугольное топливо. Планируемая мощность переоборудованных водогрейных котлов составляет 2500 Гкал в год, что позволит снизить потребление природного газа на 2,5 млрд м3. На первом этапе, во время пилотного проекта, будут переоборудованы котельные и построены заводы по приготовлению водоугольного топлива в трех городах.

### Европа
Австрия
В августе 2013 года компанией Effective Energy Technologies GmbH совместно с российской ООО «Амальтеа-Сервис» смонтирован стенд по приготовлению ВУТ и его сжиганию на газомазутном котле. На данном стенде проведены испытания по измерению выбросов от сжигания ВУТ, прежде всего выбросов оксидов азота (NOx). Результаты испытаний подтвердили снижение выбросов NOx при сжигании угля в форме ВУТ по сравнению с классическим сжигание угля.
Болгария
Был проведен перевод на водоугольное топливо ТЭЦ в городе Габрово.
Италия
Технология разрабатывалась как альтернатива нефти и удобное решение транспортировки угля на длинные расстояния. Фирмой Snamprogetti (Милан) была разработана технология приготовления топлива Reocarb, особенностью которой является получение близкого к бимодальному распределения частиц по размерам. Были построены комплексы по приготовлению водоугля в городах Ливорно и Порто-Торрес, переоборудованы энергетические станции фирмы ENEL мощностью 35 и 75 МВт.
Ирландия
Силами австрийской компании Effective Energy Technologies GmbH и российской ООО "Амальтеа-Сервис" на водоугольное топливо переведена сушильная печь на производстве угольных брикетов. ВУТ готовилось в гидроударном узле мокрого помола (ГУУМП) из угольных шламов, накопившихся на месте шахты. Сжигание осуществлялось в вихревой горелке совместно со сжиженным природным газом в соотношении примерно 50/50, что позволило обеспечить точность температуры отходящих газов не хуже 5 градусов.
Польша
28-29 марта 2017 года сотрудниками «Сибэкотехника» совместно с польскими компаньонами ООО «Жидкие угольные топлива» (г. Катовице) и Институтом химической переработки угля (г. Забже) были проведены испытания пилотной установки сжигания водоугольного топлива (ВУТ).
Швеция
Разработками технологий водоугольного топлива в Швеции занимались компании AB Carbogel, Nycol, Fluidcarbon international AB. Особенность технологий этих фирм заключается в использовании низкозольных углей. Технология приготовления предусматривает: двухстадийный помол, грохочение, пенную флотацию, обезвоживания кека на вакуумных фильтрах, перемешивание кека с водой и пластификатором. За счет такого процесса получают водоугольное топливо с высокими качественными характеристиками: зола до 2,8 %, твердая фаза 75 %, вязкость 1000 МПа / с, низшая теплота сгорания — 20 МДж / кг.

### Азия
Китай
Технология водоугольного топлива является одной из основных внедренных в стране с целью снижения зависимости Китая от дефицитных жидких и газообразных видов топлива. На сегодняшний день, Китай — мировой лидер в области разработки и внедрения водоугольного топлива в тепло- и электроэнергетике. Ежегодный объём производства водоугля составляет 40-60 млн тонн.
Ведущими разработчиками технологии водоугля в Китае являются: Пекинский научно-исследовательский угольный институт, Пекинский угольный проектный институт, Гуобанськая научно-технологическая компания, Шеянгський теплоэнергетический институт.
Крупнейшими проектами, реализованными в Китае, являются: 1998 г. Шандунськая ТЭЦ (220 тонн пара в час), 2003 г. Шэньянский НПЗ (75 тонн пара в час), 2004 г. ТЭЦ в г. Тингдао (130 тонн пара в час, 2 турбины на 12 и 25 МВт), 2004 г. Гуандунская ТЭЦ (670 тонн пара в час), 2005 г. завод приготовления водоугля и ТЭЦ в г. Маомин (440 тонн пара в час, 1,5 млн тонн водоугля).
Казахстан
В 2019-м году силами австрийской Effective Energy Technologies GmbH и российской ООО "Амальтеа-Сервис" была произведена установка комплекса подготовки ВУТ из угля и угольных шламов для сжигания в цинковой вельц-печи. Задача проекта - замещение дорогостоящшего мазута на водоугольное тполиво из недорогих источников сырья. На цинковом предприятии в Восточно-казахстанской области был построен комплекс подготовки ВУТ на базе гидро-ударного узла мокрого помола (ГУУМП). Хранение ВУТ реализовано в двух ёмкостях по 15 м3, с мешалками. Сжигание ВУТ осуществлялось через пневматическую форсунку в объёме около 2-3 м3/ч. 
Даже в зимнее время удалось добиться замещения мазута примерно на 80-90%. 
Япония
К удачно реализованным и значимым проектам следует отнести: 1986 г. Mitsubishi Heavy Industries (энергетическая станция, 260 тонн пара в час, 75 МВт), 1989 г. Hitachi Zosen (34 тонн пара в час), 1990 г. Japan COM (110 тонн пара в час, доставка топлива танкером на расстояние 680 км.), 1993 г. Japan CJM Ltd (котел энергетической станции 600 МВт).

### Северная Америка
Канада
Компанией Lafard Canada Inc. в 1984 году был продемонстрирован процесс приготовления водоугля непосредственно перед сжиганием в роторной цементной печи. Для приготовления применялся уголь и хвосты мокрого процесса обогащения. В связи с отсутствием необходимости в транспортировке и хранении использовались только простейшие реагенты с целью улучшения диспергирования и снижения вязкости. Дальнейшие разработки технологии водоугольного топлива были прекращены в связи со снижением цен на нефть и нефтепродукты.
США
Основной предпосылкой начала разработок технологии водоугольного топлива в США стала необходимость утилизации отходов мокрого обогащения угля (40-50 млн тонн в год) и поиск эффективных средств транспортировки угля на большие расстояния. В частности, на электростанции Сивард Стейшн было проведено совместное сжигание водоугля и пылеугля.

## Основные разработчики технологии
1. Корпорация исследований в области энергетики и охраны окружающей среды (EERC), США, Огайо — технология «Cofiring» совместного сжигания ВУТ с традиционными топливами.
2. Университет штата Северная Дакота, США — изготовление ВУТ из обогащенного угля
3. Научно-исследовательский центр Пенсильванского университета и фирма PENELEC, (Пенсильвания
4. Электрик Компани — производство и сжигание ВУТ в котле мощностью 32 МВт, транспортировка и сжигание на ТЭС «Сьюард» в котле производительностью 130 т пара в час.
5. Корпорация Janri CWF Co, Китай.
6. Компания Japan Coal Oil Mixture, Япония — промышленная установка для приготовления ВУТ в Омахами, производительностью 600000 т/год, сжигание ВУТ на электростанции в Накоси.
7. Ниссо Иваи Юбе Индастриз, Япония и Коул энд Эллайд Индастриз, Австралия — проект: комплекс по изготовлению ВУТ в порту Ньюкасл производительностью 4 млн т / год, перевозка морскими танкерами в Японию.
8. Научно-производственное объединение «Гидротрубопровид», Россия, НПО «Гаймек», Украина, Институт коллоидной химии и химии воды имени А. В. Думанского НАН Украины, Институт физико- органической химии и углехимии имени Л.М. Литвиненко НАН Украины и др. «Снампроджетти», Италия:
9. Опытно-промышленный трубопровод Белово — Новосибирск длиной 262 км и производительностью 3 млн т / год.
10. Опытное сжигание ВУТ на ЗФ «Самсоновская».
11. Опытно-промышленная установка для изготовления и сжигания ВУТ на шахте Комсомольская.
12. Построен промышленный цех Архивная копия от 19 октября 2012 на Wayback Machine приготовления водоугольного топлива, которое сжигается на линии сушки технологического угля в г. Свердловск.[источник не указан 1030 дней] Тепловая мощность комплекса составляет 1,2 Гкал в час.
13. ГП «Укртеплоком»[13]. Занимается реализацией пилотного проекта замещения природного газа водоугольным топливом на коммунальных котельных Украины в рамках национального проекта «Водоугольное топливо»
14. ООО «Амальтеа-Сервис», г. Москва. Оказывает инжиниринговые услуги, поставляет оборудование приготовления и сжигания ВУТ. Является резидентом технопарка Сколково.[14]
15. Effective Energy Technologies GmbH, Вена, Австрия. Инжиниринговые услуги и поставка оборудования для использования ВУТ.
16. Сибэкотехника (Новокузнецк). Разработчик технологий водоугольного топлива.